# 알피오 바실레
알피오 바실레(스페인어: Alfio Basile, 1943년 11월 1일, 바이아 블랑카 ~)는 코코라는 별칭으로 알려진 아르헨티나의 전직 축구 선수이자 감독이다. 그는 선수 시절에 라싱 클루브와 우라칸에서 활동했고, 이후 감독이 되었다. 그는 다수의 구단 감독을 역임했는데, 특히 라싱 클루브(수페르코파 리베르타도레스를 우승하여 1967년 이래 첫 우승을 맛보았다), 아르헨티나 국가대표팀,(4번의 주요 대회 우승을 거두었다) 그리고 보카 주니어스(2년 동안 5개 대회 우승)에 굵직한 족적을 남겼다.
그가 가장 최근에 지휘한 구단은 라싱 클루브로, 그는 2012년 이후로 감독일을 한 적이 없다.

## 선수 경력

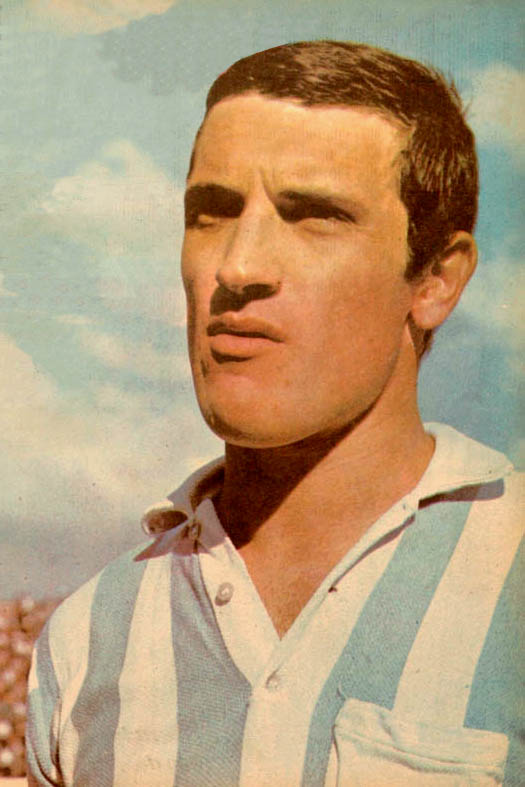
1966년, 라싱 클루브 선수 시절의 바실레

바실레는 바이아 블랑카 출신으로, 고향 베야 비스타의 축구단에서 입문했다. 1964년부터 1970년까지, 그는 라싱 클루브에서 활약했는데, 그는 후안 호세 피수티 감독의 취임 전까지 미드필더로 활약했는데, 피수티 감독은 그를 후방으로 보내 중앙 수비수로 기용했다. 이 위치에서, 바실레는 로베르토 페르푸모와 후방 수비진을 구성해 소속 구단의 3차례 우승에 일조했으며, 1967년에는 셀틱을 이기고 인터콘티넨털컵을 우승하며, 아르헨티나 구단의 첫 국제 대회 우승 주인공이 되었다.
바실레는 우라칸으로 이적하기 전까지 라싱 클루브에서 186번의 경기에 출전했는데, 그는 세사르 루이스 메노티 감독의 우라칸 소속으로 1973년 메트로폴리타노 선수권 우승을 거두었다. 그는 같은 시기에 아르헨티나 국가대표팀에서도 활약했다. 바실레는 1975년에 현역 은퇴를 선언했다.
| “ | 라싱 클루브의 회원이 저를 그곳으로 데려갔습니다. 카를로스 페우세예가 당시 [그 구단의] 감독이었습니다. (입단 시험 통과 후) 저는 7부 리그에서 시작하여 상위 리그로 치고 올라왔고, "5번 자리"(중앙 미드필더)에서 활약했었죠. 작년, 데야토레 감독은 우라칸과의 리그 최종전에서 프리메라 디비시온 신고식을 치르게 해주셨죠. 저는 "6번"(중앙 수비수)로 뛰었습니다. | ” |
|   | — 바실레, 1965년 엘 그라피코와의 인터뷰에서 |   |

## 감독 경력
현역 은퇴 후, 바실레는 다수의 아르헨티나 구단을 지도했는데, 특히 로사리오 센트랄, 라싱 클루브, 우라칸, 벨레스 사르스피엘드, 우루과이의 나시오날, 그리고 스페인의 아틀레티코 마드리드를 지휘한 것으로 알려져 있다.
그의 축구 감독 생활로 정점을 찍은 때는 1990년대 초였는데, 그는 아르헨티나 국가대표팀을 이끌고 2번의 코파 아메리카, 1번의 컨페더레이션스컵, 그리고 1번의 CONMEBOL-UEFA 컵 오브 챔피언스를 우승했을 때였다. 그는 1994년 월드컵 예선에서 콜롬비아 국가대표팀에 0-5로 안방 대패를 당하기 전까지 순항했다. 이 충격패의 여파로, 디에고 마라도나가 국가대표팀 은퇴를 번복하였고, 아르헨티나는 오스트레일리아를 간신히 따돌리고 대회 본선에 진출했다.
월드컵 본선에서, 아르헨티나는 그리스와 나이지리아를 상대로 인상적인 2연승을 거두었다. 그러나, 얼마 지나지 않아 불미스러운 일이 발생했다. 마라도나가 나이지리아전 도핑 시험 결과 양성 반응이 나와 에페드린이 검출된 그는 출장 정지 징계를 받았다. 아르헨티나는 불가리아와의 이어지는 경기에서 0-2로 패하고 16강에 올라섰지만, 분위기에 흔들린 선수단은 이어지는 루마니아와의 경기에서 패해 탈락했다.
월드컵에서 실망스러운 성적으로 사퇴한 후, 바실레는 이어 산 로렌소, 멕시코의 클루브 아메리카, 그리고 콜론 산타 페를 거쳐 명과 암이 공존하는 시기를 보냈다. 2005년 7월, 그는 보카 주니어스 감독직을 수락하여 1달 후에 레코파 수다메리카나 우승을 거두었다. 그는 이후 2005년 아페르투라 우승을 거두었다. 나흘 후, 보카는 멕시코의 UNAM 푸마스를 꺾고 코파 수다메리카나를 우승했다.
2006년 7월, 그는 또다시 아르헨티나 국가대표팀 감독직 제의를 받았고, 이를 수락해 호세 페케르만의 후임 감독이 되었다. 취임 전, 바실레는 2006년 9월 14일까지 보카 주니어스를 지도하여 브라질의 상 파울루를 이기고 레코파 수다메리카나 2연패를 달성했다.
이탈리아 세리에 A 소속 선수들과 스페인 라 리가 선수들을 잉글랜드 리그 선수들보다 선호했는데, 그는 카를로스 테베스와 하비에르 마스체라노의 이탈리아행을 종용했고, 후자인 마스체라노를 더욱 부축였는데, "2부 리그일지라도" 유벤투스에서 뛰는 것이 낫다고 주장했을 정도였다.

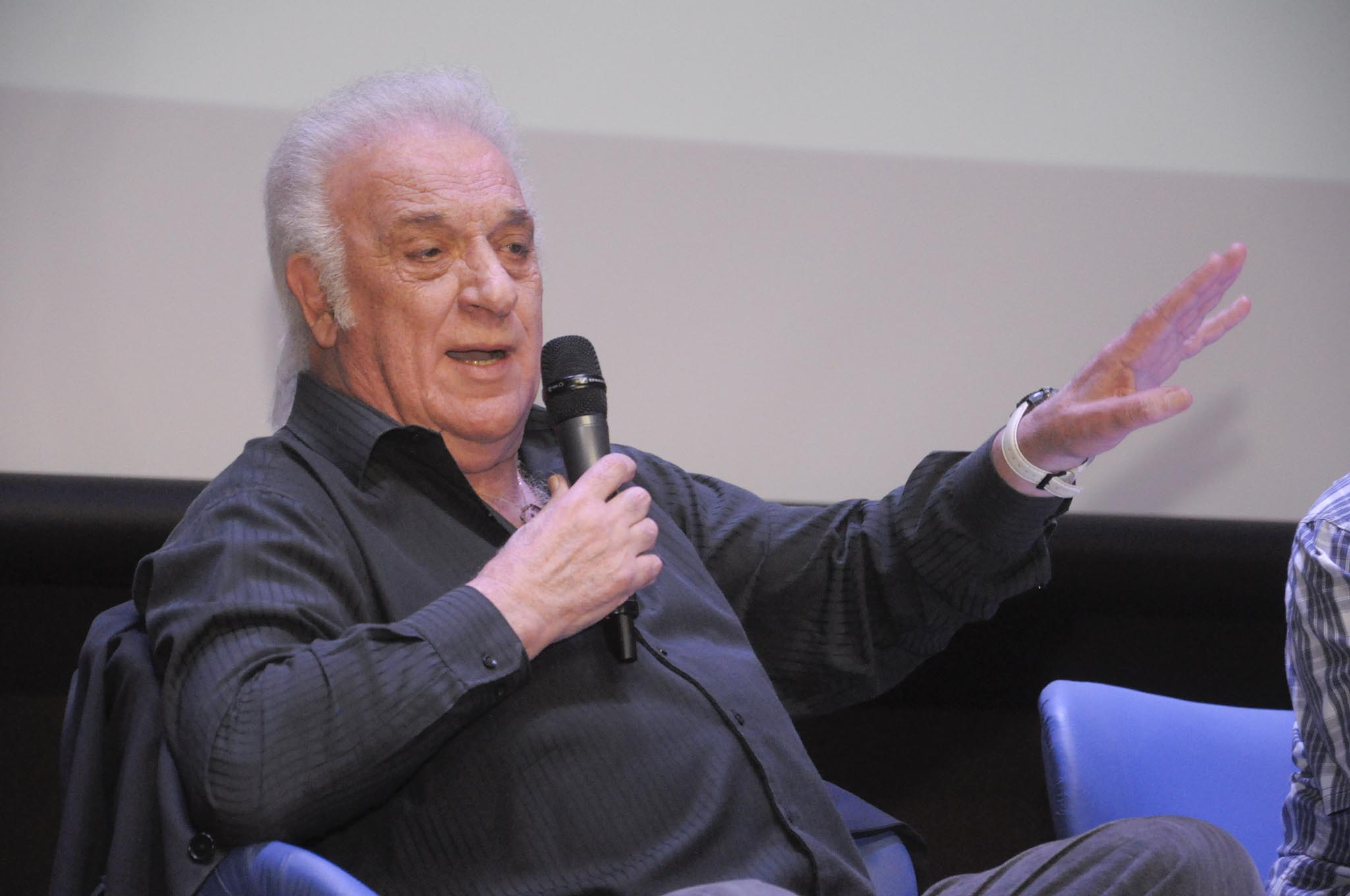
2013년 강연회의 바실레

2008년 10월 16일, 아르헨티나가 칠레와의 월드컵 예선전에서 역사적인 패배로 논란이 불거지자, 바실레는 사임을 표명했다. 그 결과 디에고 마라도나의 국가대표팀 감독 취임으로까지 이어졌다. 감독으로서, 바실레는 1991년부터 1994년까지, 2006년부터 2008년까지 아르헨티나 국가대표팀 감독을 두 차례 역임했다.
2009년 7월 1일, 바실레는 카를로스 이스치아의 후임으로 보카 주니어스에 3년 만에 복귀했다. 그러나, 숙적 리버 플레이트와의 마르 델 플라타 여름 대회에서 1-3으로 패배하는 등 코파 리베르타도레스 진출 좌절 등 연이어 부진한 성적을 내면서 2010년 1월 21일에 사표를 제출했다.
2011년 12월 26일, 바실레는 디에고 시메오네의 후임으로 라싱 클루브 감독이 되면서, 이 구단의 감독직만 4번을 맡게 되었다. 1년 후, 아메리카 독립 경기장에서 라싱 공격수 테오필로 구티에레스가 동료에게 총을 겨누는 불미스러운 사태가 발생하자 그는 사임했다.
바실레는 라싱을 떠난 이래 그는 축구일에서 "은퇴했다"고 밝혀 감독일을 계속하지 않았다. 바실레는 간헐적으로 인터뷰에 응하거나 엑토르 베이라와 카초 카스타냐 가수와 함께 TV쇼 착한 아이들(Buenos Muchachos)에 출연했다.

## 수상

### 선수
라싱 클루브
- 프리메라 디비시온: 1966
- 코파 리베르타도레스: 1967
- 인터콘티넨털컵: 1967

우라칸
- 프리메라 디비시온: 1973 메트로폴리타노

### 감독
라싱 클루브
- 수페르코파 수다메리카나: 1988

아르헨티나 국가대표팀
- 코파 아메리카: 1991, 1993
- 컨페더레이션스컵: 1992
- CONMEBOL-UEFA 컵 오브 챔피언스: 1993

보카 주니어스
- 프리메라 디비시온: 2005 아페르투라, 2006 클라우수라
- 코파 수다메리카나: 2005
- 레코파 수다메리카나: 2005, 2006